# Weyerer Straße
Die Weyerer Straße (B 121) ist eine Landesstraße in Österreich. Sie hat eine Länge von 42 km und führt von der West Autobahn (A 1) nahe Amstetten nach Weyer an der Enns. Die Straße führt entlang der Ybbs von Amstetten bis nach Waidhofen an der Ybbs. Ab hier folgt sie der österreichischen Eisenstraße bis Weyer. Sie verläuft dabei durch die nördlichen Ausläufer der Ybbstaler Alpen. Die Weyerer Straße folgt stets dem Verlauf der Nebenstrecke Amstetten-Kastenreith der Rudolfsbahn.

## Geschichte
Die Waidhofner Commercialstraße wurde 1827 fertiggestellt und besaß drei Mautstationen in Greinsfurth, Kematen und Waidhofen, die der Staatskasse rund 3.650 Gulden einbringen sollten.
Die Straße von Aschbach nach Kematen und Waidhofen bis an die oberösterreichische Grenze gegen Weyer gehört zu den 17 Straßen, die 1866 zu niederösterreichischen Landesstraßen erklärt wurden. Auf oberösterreichischer Seite gehörte die Weyr-Waidhofner Straße ebenfalls zu den Landesstraßen.
Seit 1932 wird die Weyer-Waidhofener Bezirksstraße in Oberösterreich als Gaflenzer Straße bezeichnet.
Nach dem Anschluss Österreichs wurde das oberösterreichische Straßennetz nach reichsdeutschem Vorbild neu geordnet. Die Straße zwischen Kasten und Waidhofen wurde am 1. April 1940 zur Landstraße I. Ordnung erklärt und als L.I.O. 23 bezeichnet. Am 23. März 1942 wurde sie durch einen Erlass des Generalinspekteurs für das Deutsche Straßenwesen zur Reichsstraße erklärt und als Reichsstraße 407 bezeichnet.
Die Amstetten-Weyr Straße (Schreibweise von 1948) gehört seit dem 1. April 1948 zum Netz der Bundesstraßen in Österreich.

## Sonstiges
Straßen mit überörtlicher Bedeutung tragen in den verschiedenen Orten Gemeindestraßennamen nach Teilzielorten oder örtliche Toponyme. 
Die B 121 heißt in Amstetten Weyerer Straße, in Weyer – am Südende der B 121 – Steyrer Straße und dann Waidhofner Straße und in Waidhofen streckenweise Wienerstraße und Mühlstraße. In Kematen an der Ybbs sind Straßen durchwegs nummeriert: Die B 121 heißt hier 1. Straße und im Ortsteil Heide Heide 1. Straße, westlich der B 121 liegen die Straßen mit ungeraden Namensnummern, östlich diejenigen mit geraden. Die Nummerierung läuft wie die geografischen Breitengrade und die Fließrichtung der Ybbs von Süd nach Nord, in Kematen maximal bis zur 35. Straße, im Norden schließt der Ortsteil Heide mit einer Nummerierung der Straßen bis Heide 16. Straße an.